# نورالدين عزيزة
نورالدين عزيزة (وُلد بقصر قفصة في غرة يناير 1948) شاعر وأديب وكاتب مسرحي تونسي.

## تعليمه
زاول تعليمه الابتدائي بالمدرسة القرآنية بمسقط رأسه وتعليمه الثانوي بالمعهد الثانوي بمدينة قفصة حيث تخرّج بشهادة ختم التعليم الثانوي (الباكالوريا) شعبة الرياضيات سنة 1968م والتحق في السنة نفسها بكلية العلوم بتونس، وما لبث أن غير مساره الجامعي في السنة التالية ليلتحق بكلية الآداب والعلوم الإنسانية بتونس وفيها أحرز شهادة الإجازة في علوم اللغة والآداب العربية سنة 1974م، ثم شهادة الكفاءة في البحث سنة 1976م وتابع دروس المرحلة الثالثة من التعليم العالي ولم يكملها.

## مسيرته
اشتغل بعد التخرّج سنة 1974م بإدارة الآداب في وزارة الثقافة حيث اهتمّ أساسًا بالمساهمة في تأسيس مجلة (الحياة الثقافية) التي أصدرتها الوزارة في العام التالي، وفي الأثناء قام بدورة تدريبية في مجال الترجمة بفرنسا. وانتقل إثر عودته إلى وزارة التربية حيث باشر العمل في مدارس التعليم الثانوي وفي الأثناء التحق بالوكالة التونسية للتعاون الفنّي وعمل بوزارة التربية في الكويت من 1982م إلى 1990م ثم من 1994م إلى 1997م.
كتب القصيدة العمودية والحرة، وفي بداية السبعينات خرج على الأوزان الموروثة ونشر بعض قصائده في الصحف تحت عبارة شعر لا يعتمد التفعيلة وتوجت تجربته هذه بباكورة أعماله الشعرية الحَفْر في أرض صَخريّة، كما كتب المقالة النقدية والدراسة الأدبية وعالج المسرحية والرواية وأدب الأطفال والسيناريو وترجم بعض المقالات والدراسات إلى اللغة العربية، وظهر إنتاجه الأدبي والصحافي في العديد من الجرائد والمجلات التونسية والعربية.
أسس سنة 1975م نادي الشعر بدار الثقافة ابن خلدون (تونس) مع نخبة من الشعراء الشبان، ونجح لفترة في الجمع بين الاتجاهات الشعرية المختلفة في منتدى واحد.
عضو باتحاد الكتاب التونسيين منذ 1978م، وتركه في بداية التسعينات لينضمّ فيما بعد إلى رابطة الكتاب التونسيين الأحرار.
شارك في بعض الملتقيات والأيام الأدبية التي نظمت في بعض الأقطار العربية ، منها :
- أسبوع الشعر التونسي بالمركز الثقافي التونسي بطرابلس ( 1976م )
- المشاركة في بعثة أدبية إلى الجزائر في إطار التعاون بين اتحاد الكتاب التونسيين واتحاد الكتاب الجزائريين (ماي 1981م)
- مهرجان يونيو للأدب المقاتل بالجماهيرية الليبية (1981م)
- ملتقى دعم فعاليات حكومة الاتحاد الإفريقي بالجماهيرية الليبية طرابلس جوان 2007

## الأعمـال
- الحَفْر في أرض صخرية : ( شـعـر ) الدار التونسية للنشر 1981م
- عمران والنهـر : ( رواية ) الدار المغاربية للنشر 1995م
- علم العروض المُطَبَّـق : شركة كاهية للنشر والتوزيع 1996م
- أبو القاسم الشابي، النّور والعاصفة (للأحداث): شركة كاهية للنشر والتوزيع 1999م
- الكويت في عيون شعرائها : (شعر) جمع نصوص وتقديم / تونس 1990
- التراب في الحلق، تليه هل أتاكم حديث الخيول!؟ ( شعر) تونس، سبتمبر 2003 م
- في رحاب الليل المزمن، تليه الكوريدا ( شعر) الشركة التونسية للنشر وفنون الرسم، تونس، ديسمبر 2004 م
- علم العروض المطبّق II (صياغة جديدة) : الشركة التونسية للنشر وتنمية فنون الرسم 2005 م

### قصص للأطفال
- الحمار والثور: مؤسسات عبد الكريم بن عبد الله ، تونس 1980م (ط2 / 1987م)
- العصفور والأرنب : الشركة التونسية للتوزيع 1981م
- الصقر الظالم : الشركة التونسية للتوزيع 1981م
- أبو ظفر والتمساح : الشركة التونسية للتوزيع 1982م
- أصدقاء العصافير : الشركة التونسية للتوزيع 1988م

### للتلفزة والمسرح والصّحافة
- البطاقة : قصة قصيرة أخرجها محمد الهمامي للتلفزة التونسية أوائل 1972م
- الغرباء : مسرحية أخرجها جميل الجودي للمسرح وافتُتح بها المهرجان الدولي للمسرح بالمنستير سنة 1980م ومهرجان قابس الثقافي الدولي لنفس السنة.
- سيناريو لأربع حلقات تلفزيونية ضمن برنامج غذائي لفائدة مؤسسة الإنتاج البرامجي المشترك لدول الخليج العربي (الكويت) والأمانة العامة لمؤتمر وزراء الزراعة العرب في الخليج والجزيرة العربية (الرياض) 1989م

### مقالات ودراسات في صحف و مجلات
مخطوطات في انتظار النشر:
- من كتاب الهوى والوطن
- إليك يا ثورتنا تحية زكيّة أو ماذا تبقّى للقصيدة
- فصول العشق أربعة : ( شعر)
- هاجس التغيير في أدب أدونيس : دراسة نقدية كانت ستقدم كأطروحة دكتوراه
- الغرباء (القسم الأول والثاني) : مسرحية ذهنية، تمّ إخراج القسم الثاني منها للمسرح
- الوزير : مسرحية هزلية
- الملك والحكيم : قصة للأطفال